# Maison aux raisins
La maison aux raisins est un monument historique situé à Colmar, dans le département français du Haut-Rhin.

## Localisation
L'édifice est situé au 7, rue Bartholdi à Colmar.

## Historique
Cette bâtisse a été construite en 1904 par l'entrepreneur colmarien Matter.
La façade, les toitures sur rue et la grille en fer forgé font l'objet d'une inscription au titre des monuments historiques depuis le 29 octobre 1975.

## Architecture
L'immeuble est construit en pierre de taille. La façade principale est constituée d'un important avant-corps et d'un fronton. Les décorations sculptées sont inspirées de motifs végétaux, essentiellement la vigne et le raisin, d'où elle tire son nom,.
La grille en fer forgé reprend les formes ondoyantes caractéristiques de l'Art nouveau.